# Mineração Corumbaense Reunida
A Mineração Corumbaense Reunida ou MCR é uma empresa brasileira do ramo da mineração com sede em Corumbá, Mato Grosso do Sul. É subsidiária integral da LHG Mining, do Grupo J&F.

## História
A empresa foi criada em 1974 para extrair minério do Maciço do Urucum, por meio de uma sociedade entre o empresário Elísio Curvo (51%) e o Grupo Tragtemberg (49%). Inicialmente, realizava a lavra subterrânea de manganês nos morros de Santa Cruz e São Domingos.
No final da década de oitenta, a empresa vendia para um consórcio composto pela paraguaia ACEPAR – Aceros del Paraguay e as argentinas TAMET S/A – Talleres Metalurgicos San Martín, Direción General de Fabricaciones Militares da Argentina, Usina Altos Hornos de Zapla e SOMISA – Sociedade Mista Siderurgia Argentina.
Em 1991, a MCR foi adquirida pela FX Investimentos e Participações Ltda (20%), subsidiária do grupo TVX de propriedade do empresário Eike Batista, em consórcio com a anglo-australiana Rio Tinto (80%), que, inclusive, possuía na cidade a Casa Rio Tinto. 
Em 1994, a MCR deixou de lavrar manganês para se concentrar na exploração do minério de ferro. 
Foi vendida para a Vale em 2009 e para a J&F Mineração em 2022.
A companhia incorporou a Urucum Mineração em 2011.
Atualmente, a MCR explora duas minas na região: Corumbá e Urucum. De ambas é extraído ferro, com a peculiaridade de que a Mina de Urucum, subterrânea, se destaca pelo alto teor de manganês do seu minério. Esta era uma das duas únicas minas subterrâneas sob responsabilidade da Vale no Brasil.
A exploração de minério na região de Corumbá já gerou a necessidade da construção da 21 barragens de rejeitos. Nove delas pertencem à MCR (o restante é de responsabilidade da Vetorial Mineração, que atualmente opera as minas da MMX Mineração.

O maior represamento de rejeitos do estado, Barragem do Gregório, é fruto da atividade da MCR e tem capacidade para armazenar 9,3 milhões de m³ de rejeitos de minério de ferro. Para efeito de comparação, a Barragem do Córrego do Feijão, rompida na Tragédia de Brumadinho, possuía capacidade de armazenamento no montante de 12 milhões de m³.